# シロチョウ亜科
シロチョウ亜科（学名：Pierinae）は、シロチョウ科を分類する亜科のひとつである。
モンシロチョウ亜科の和名もある。

## 下位分類
本亜科には次の族・属が含まれている。
和名はShiraiwa 1996-2021 及び 日本産蝶類和名学名便覧 2010-2013による。
- Teracolini Reuter, 1896 ツマアカシロチョウ族
  - Colotis ツマアカシロチョウ属
  - Eronia ツマベニキチョウ属
  - Ixias メスシロキチョウ属
  - Calopieris
  - Pinacopteryx ミスジシロチョウ属

- Anthocharini Scudder, 1889 ツマキチョウ族
  - Hebomoia ツマベニチョウ属
  - Eroessa アンデスツマキチョウ属
  - Hesperocharis アミメシロチョウ属
  - Mathania コノハシロチョウ属
  - Anthocharis ツマキチョウ属／クモマツマキチョウ属
  - Euchloe ツマシロチョウ属
  - Zegris ヘリグロツマキチョウ属

- Pierini Swainson, 1820 シロチョウ族／モンシロチョウ族
  - Aporia ミヤマシロチョウ属
  - Delias カザリシロチョウ属
  - Pieris モンシロチョウ属
  - 他約37属 シロチョウ族参照

## ギャラリー

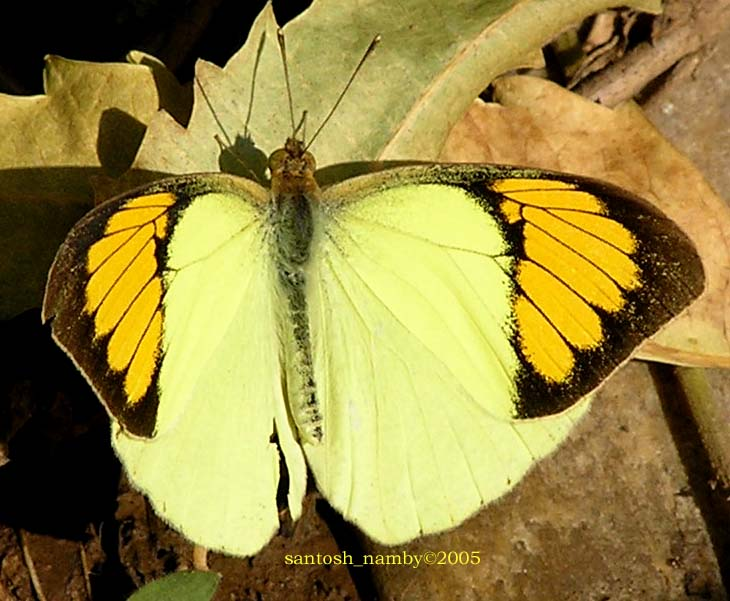
Teracolini (ツマアカシロチョウ族) メスシロキチョウ(Ixias pyrene)
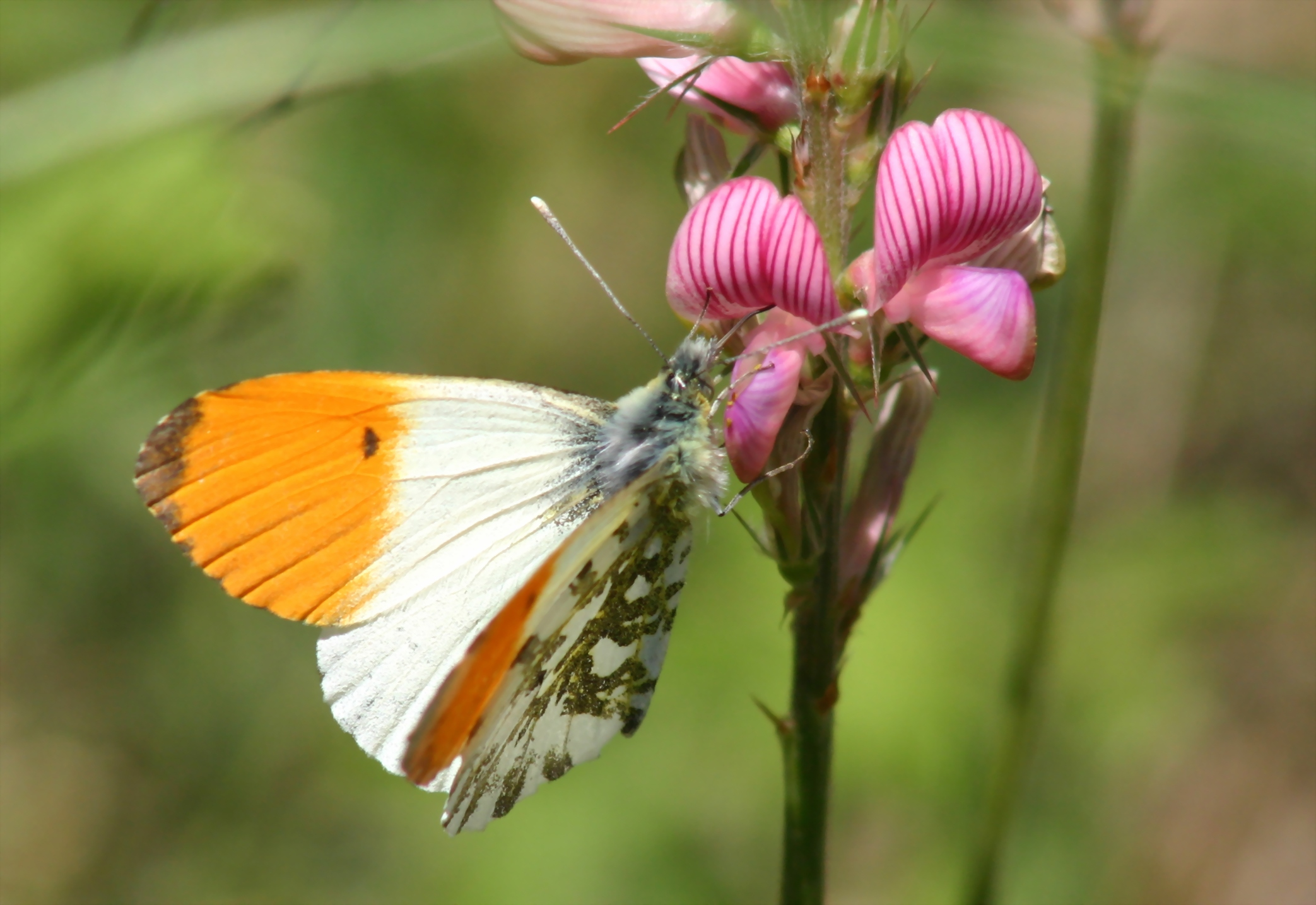
Anthocharini (ツマキチョウ族) クモマツマキチョウ
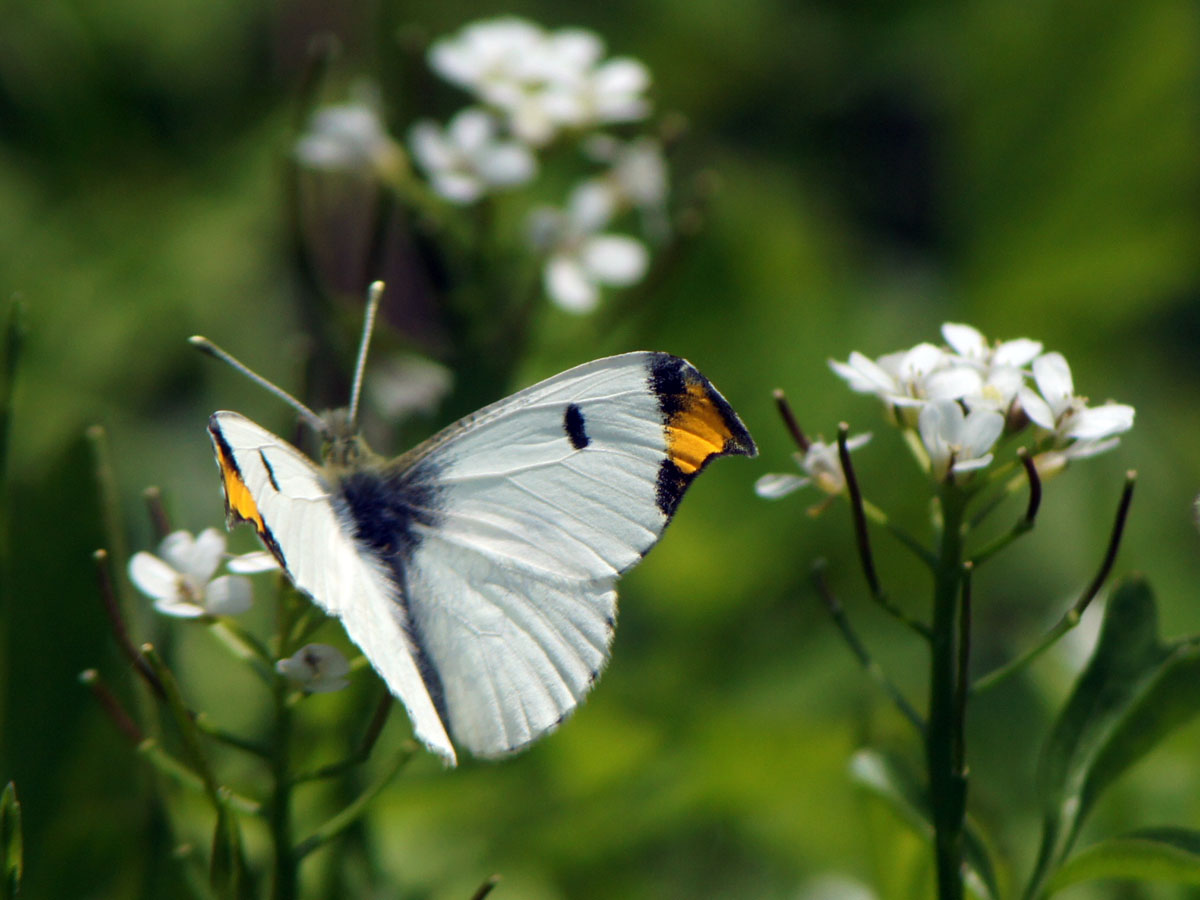
Anthocharini (ツマキチョウ族) ツマキチョウ
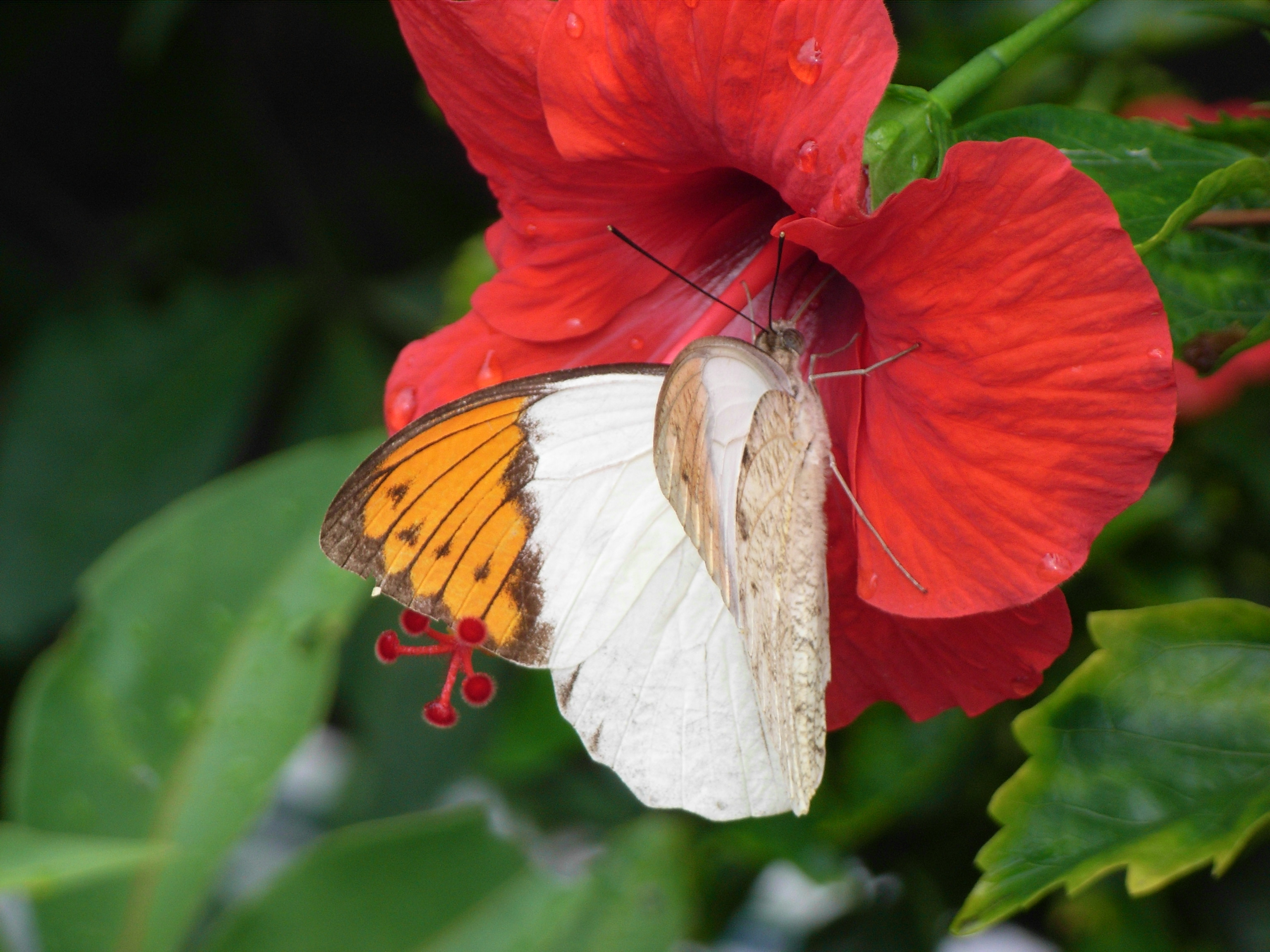
Anthocharini (ツマキチョウ族) ツマベニチョウ
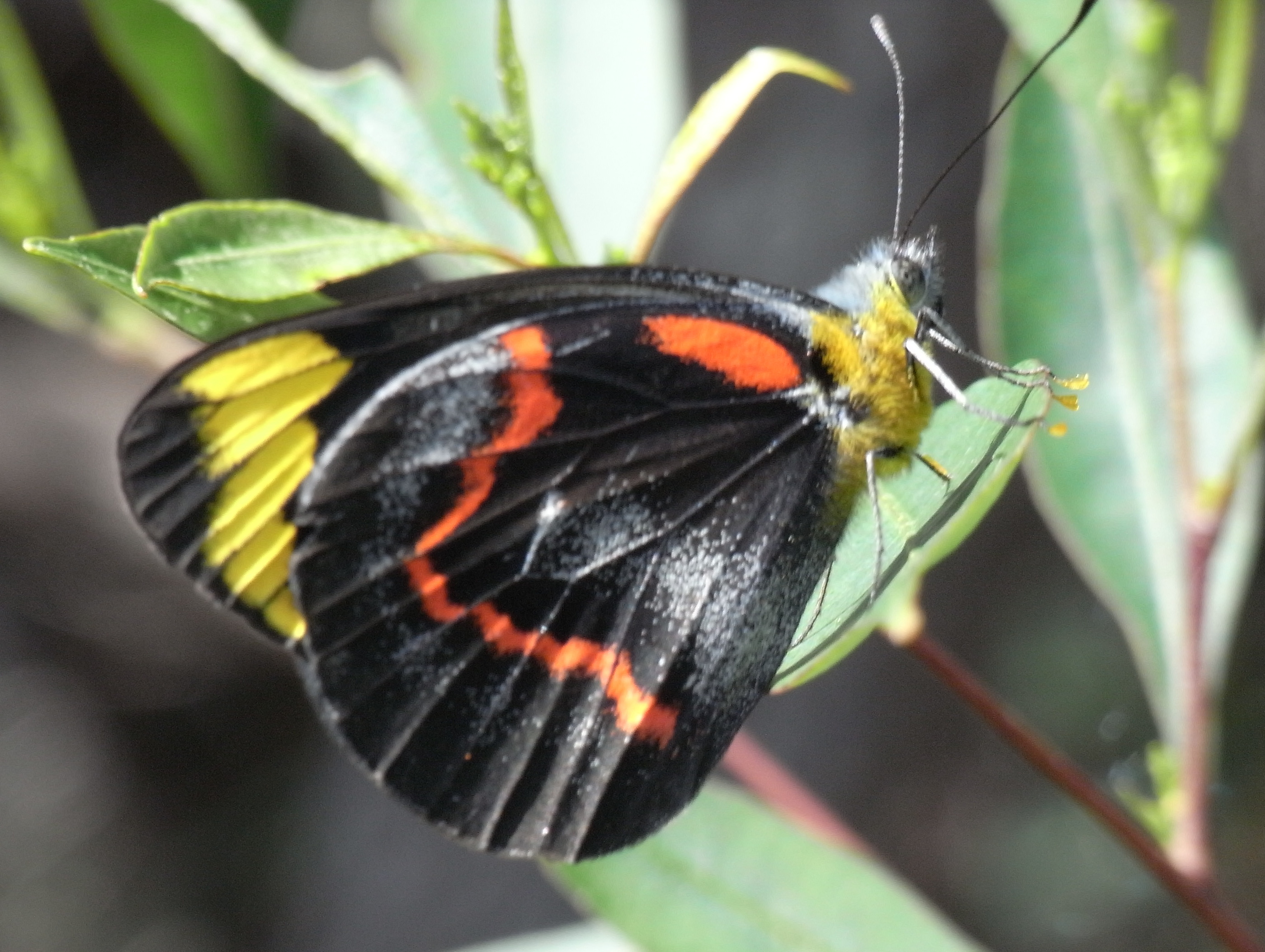
Pierini (シロチョウ族) スミゾメカザリシロチョウ
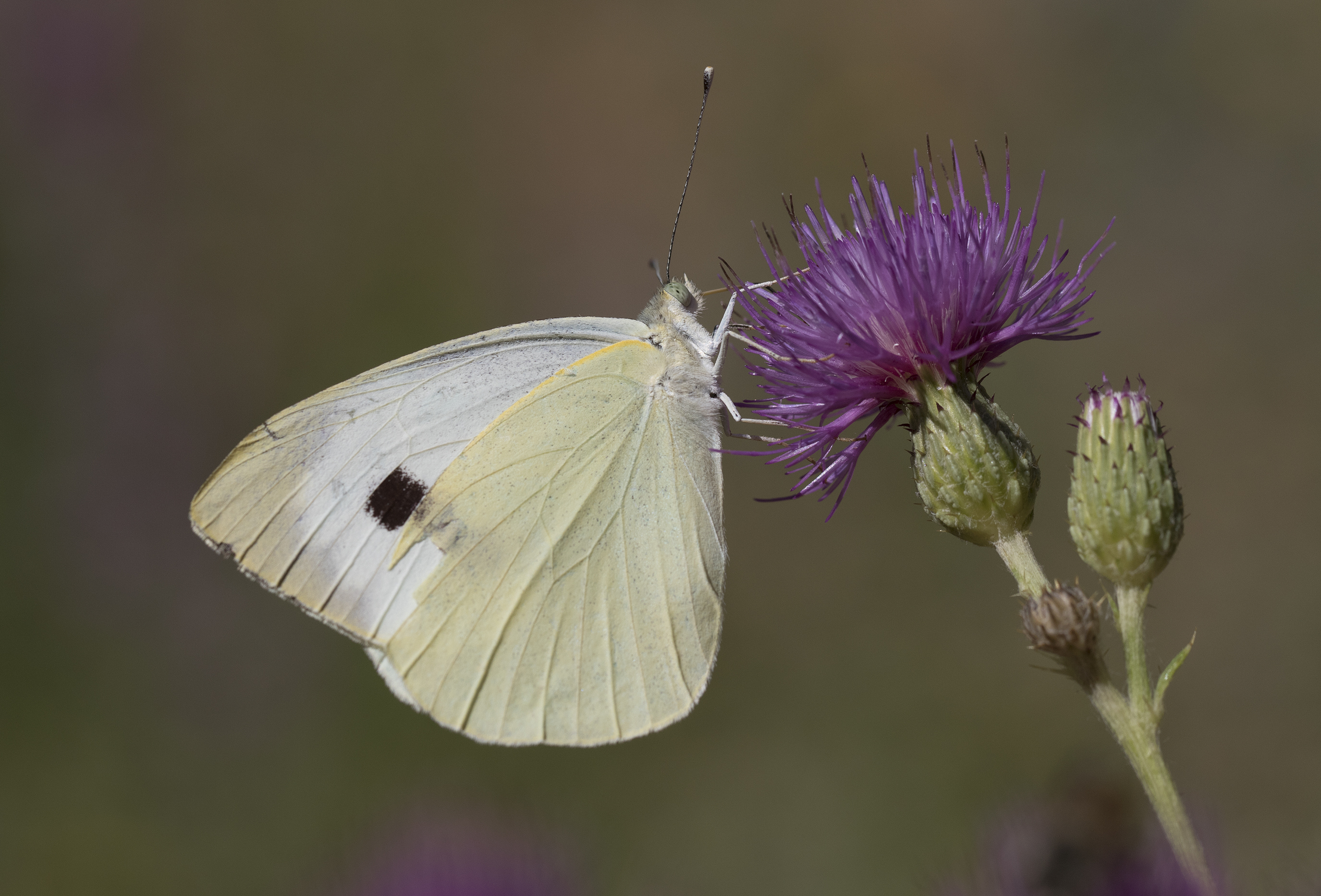
Pierini (シロチョウ族) オオモンシロチョウ
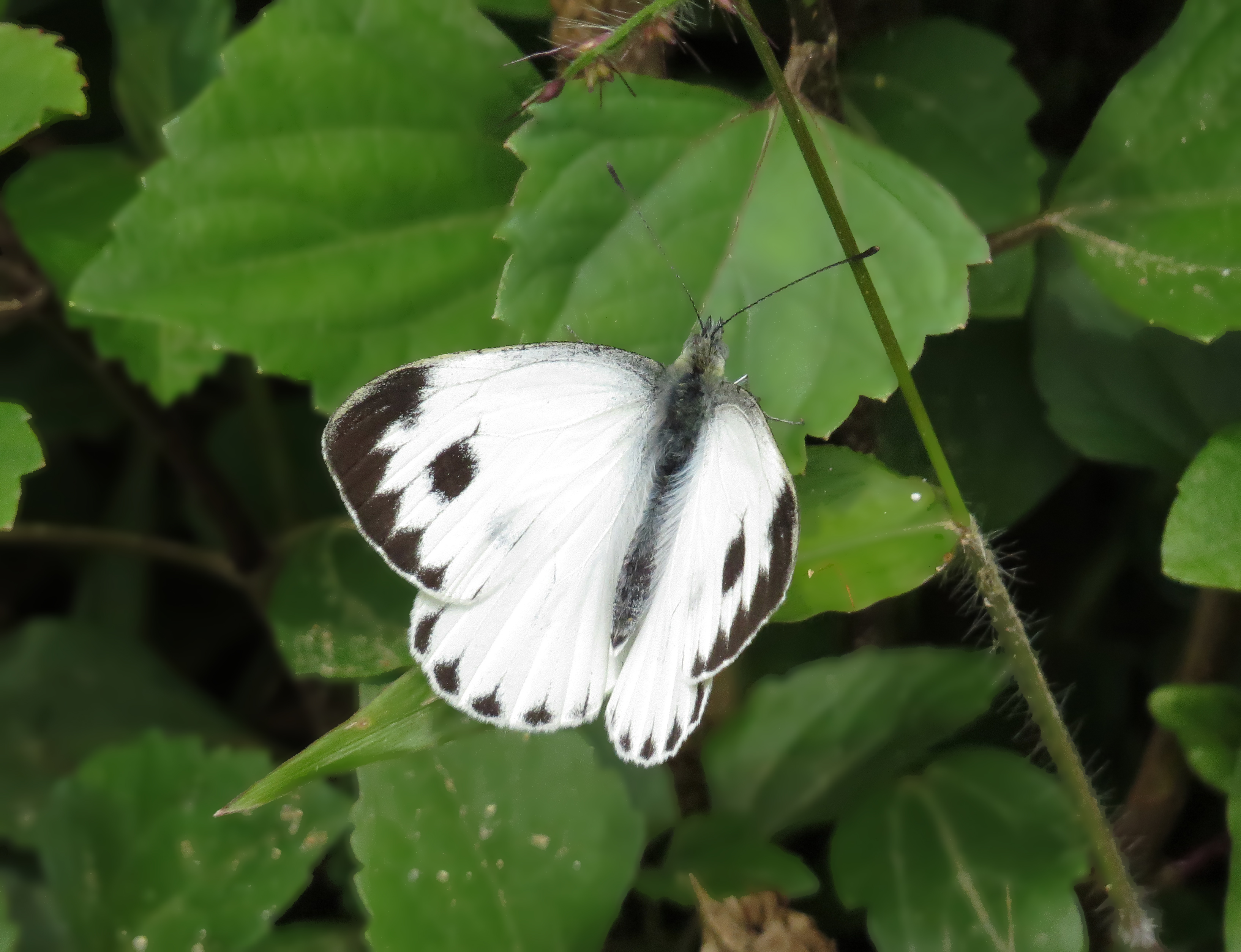
Pierini (シロチョウ族) タイワンモンシロチョウ
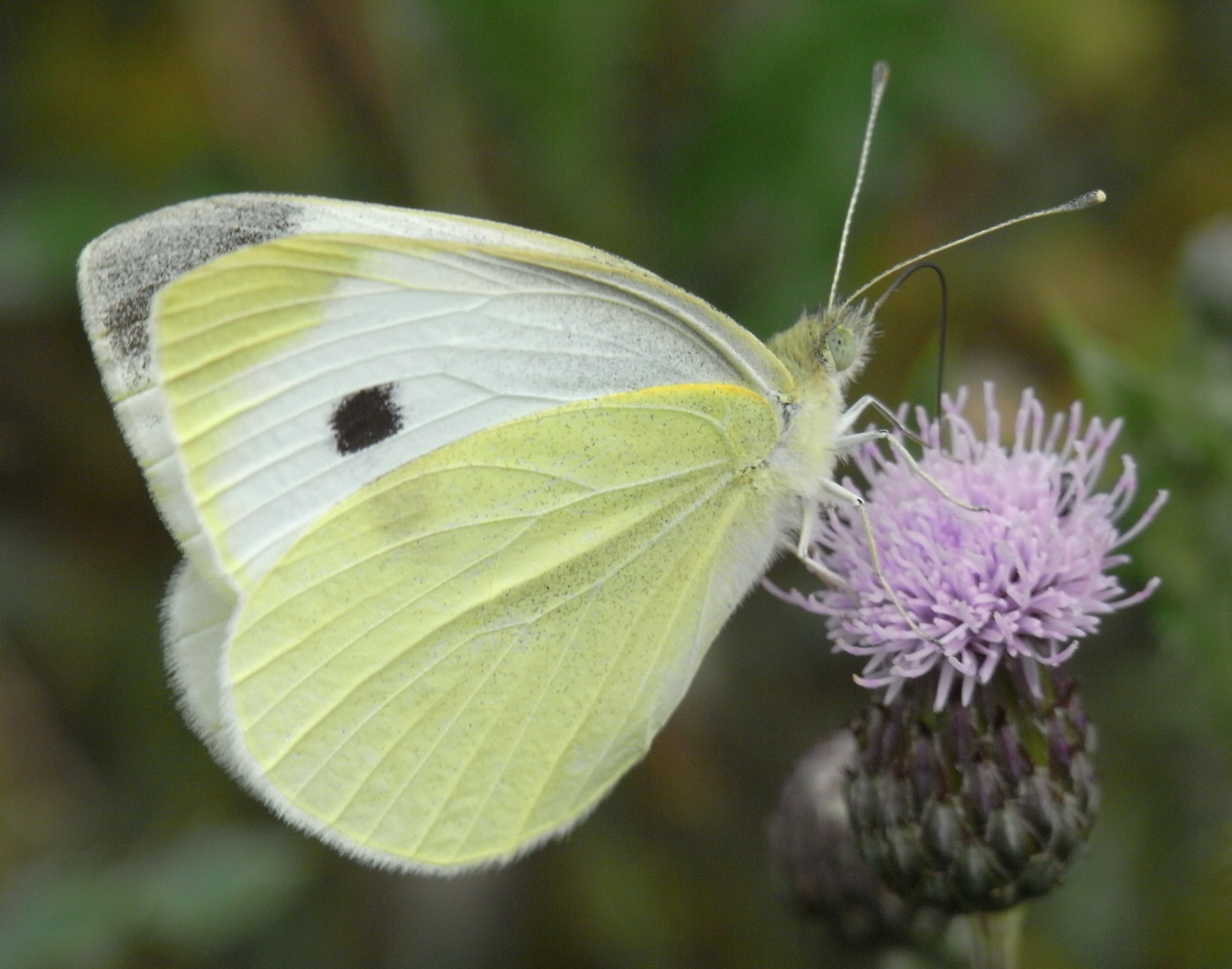
Pierini (シロチョウ族) モンシロチョウ